# Geranium makmelicum
Geranium makmelicum är en näveväxtart som beskrevs av Carlos Aedo. Geranium makmelicum ingår i släktet nävor, och familjen näveväxter. Inga underarter finns listade i Catalogue of Life.